# Јања (ријека)
Јања (или Модран, како је зову у неким селима) је лијева притока Дрине. Тече кроз Републику Српску, БиХ, цијелом својом дужином, кроз планину Мајевицу и равницу Семберију.
У Дрину се улива у бијељинском селу Јањи. Највећим дијелом тече кроз општину Угљевик.
Извире испод мајевичког виса Коњиц, на око 670 метара надморске висине, а улива се у Дрину на надм. висини од 150 метара. Укупна дужина њеног тока је 53 км, а висинска разлика између извора и ушћа износи 565 метара. Првих 10 километара њеног тока ријека је брза и бистрог тока, јер се обрушава до мјеста Прибој, смањујући висину са 670 на 250 метара. Остатак тока од 43 км је нешто мирнији, са додатним спуштањем висине за још 145 метара.
Прва значајнија притока Јање је Преловачка ријека, десна притока која извире испод највећег врха Мајевице Столица и протиче кроз Завршје, гдје је позната као Завршни поток. Непуна два километра низводно, Јања прима Липовачку ријеку са лијеве стране. Ова кратка ријека извире у Липовицама испод Лазића брда.
Испред тјеснаца, између брда Руст (323 м) и Бјеловнице (438 м), Јања прима још двије веће притоке. Прво са лијеве стране, Лабуђанску ријеку, а потом, неколико метара ниже, са десне стране Растошницу (Брзава). Лабуђанска ријека извире недалеко од коте 567 м, звана Курјача, док Растошница извире испод Годушког виса на висини од 669 м.
На око 750 метара од ушћа Брзаве, изграђена је брана за акумулационо језеро Снијежница које се користи за потребе термоелектране. Језеро има дужину од приближно 4 км, а ширину од око 250 метара.
Из Тобута долазе Тријешница, мали поток и Тобутска ријека, која цио ток тече кроз Тобут, а извире недалеко од брда Свјетљике 442 м.
У Малешевцима се уливају мањи водотоци Поточарски поток, Драгића поток, Максића поток и Саставачки поток.
Највећа притока Јање - Мезграјица - улива се са десне стране код Термоелектране "Угљевик" у Угљевику- у дијелу измјењеног и регулисаног тока ријеке. Непосредно код ушћа Мезграјице изграђена је хидраулична устава којом се регулише ниво ријеке Јање за потребе термоелектране.
Ток ријеке кроз насеље Угљевик регулисан је 2018. године изградњом минор и мајор корита, како би насеље било заштићено од поплава. У дијелу уређеног корита, у дужини око 1 км изграђена је пјешачка променада.
У Угљевику са лијеве стране у Јању се улијевају потоци Радловац и Лактеница.
У Угљевичкој Обријежи ток ријеке Јање дерегулисан је у првој половини 20. вијек (највјероватније приликом изградње ускотрачне пруге) и ток ријеке је усмјерен у ток дотадашњег потока Модран, те је низводно од Угљевичке Обријежи дошло до поистовјећења и замјене топонима Јања и Модран. Становници Сувог Поља и Доње Трнове садашњи ток Јање називају Модраном док ранији ток ријеке, који административно одваја ова два села, називају Јања Канал или Старачом.
Стари ток (Јања Канал) улива се у нови ток Јање код сувопољског засеока Зовац. Код насеља Модран улива се са десне стране притока Јањица. Јања преосталим дијелом тока до ушћа нема значајних притока.

## Загађеност
Резултати Националног надзорног мониторинга квалитета вода водотока Републике Српске, који су објављени 2019. године, показали су да "од 15 индекса за одређивање квалитета водотока, који су употребљни у овим испитивањима, 11 је показало да Јања има еколошки најлошије стање". Већина датих индекса (еколошки и хемијски) сврстава водоток ријеке Јање у IV класу квалитета. Антропогени утицај је веома јак, у виду отпадних и канализационих вода, као и извођења радова на водотоку. 

## Име
Ријека највјероватније носи назив по стаблима Јања- врсти тополе.